# Fuglse-Errindlev Pastorat
Fuglse-Errindlev Pastorat er et pastorat i Maribo Domprovsti, Lolland-Falsters Stift med de seks sogne:
- Fuglse Sogn
- Errindlev Sogn
- Krønge Sogn
- Olstrup Sogn
- Torslunde Sogn
- Tågerup Sogn

I pastoratet er der seks kirker
- Fuglse Kirke
- Errindlev Kirke
- Krønge Kirke
- Olstrup Kirke
- Torslunde Kirke
- Tågerup Kirke